# Ma'ale Šlomo
Ma'ale Šlomo (hebrejsky מַעֲלֶה שְׁלֹמֹה‎, doslova Šalamounův výstup) je izraelská osada neoficiálního charakteru (tzv. outpost) na Západním břehu Jordánu. Nachází se jižně od osady Kochav ha-Šachar a spadá pod oblastní radu Mate Binjamin.
Osada je pojmenována po Šlomo Albovi, agronomovi z Kochav ha-Šachar. Byla založena v roce 1999 a nachází se 1,1 km za hranicemi mateřské osady (Kochav ha-Šachar). Nachází se zde 18 objektů s 19 karavany. Žije zde 15 rodin.
Mezinárodní společenství považuje izraelské osady na Západním břehu Jordánu podle mezinárodního práva za nelegální, přičemž izraelská vláda toto odmítá. Ma'ale Šlomo spadá pod oblastní radu Mate Binjamin.